# Мортань-о-Перш (округ)
Мортань-о-Перш (фр. Mortagne-au-Perche) — округ (фр. Arrondissement) во Франции, один из округов в регионе Нормандия. Департамент округа — Орн. Супрефектура — Мортань-о-Перш.
Население округа на 2018 год составляло 86 499 человек. Плотность населения составляет 32 чел./км². Площадь округа составляет 2 701,33 км².

## Состав
Кантоны округа Мортань-о-Перш (c 1 января 2017 г.):
- Бретонсель
- Вимутье
- Л’Эгль
- Мортань-о-Перш
- Ре
- Сетон
- Турувр-о-Перш

Кантоны округа Мортань-о-Перш (c 22 марта 2015 г. по 31 декабря 2016 г.):
- Бретонсель
- Л’Эгль
- Мортань-о-Перш
- Радон (частично)
- Ре (частично)
- Сетон
- Турувр

Кантоны округа Мортань-о-Перш (до 22 марта 2015 года):
- Базош-сюр-Оэн
- Беллем
- Л’Эгль-Уэст
- Л’Эгль-Эст
- Лоньи-о-Перш
- Мортань-о-Перш
- Мулен-ла-Марш
- Носе
- Перваншер
- Ремалар
- Тей
- Турувр